# Róa
A Róa (magyarul: Evezni) az izlandi Væb dala, mellyel Izlandot képviselték a 2025-ös Eurovíziós Dalfesztiválon Bázelben. A dal 2025. február 22-én, az izlandi Söngvakeppninen megszerzett győzelemmel érdemelte ki a dalversenyen való indulás jogát.

## Eurovíziós Dalfesztivál
2025. január 17-én vált hivatalossá, hogy az együttes dala bekerült az izlandi Söngvakeppnin nemzeti döntő mezőnyébe. A dal a 2025. február 8-án rendezett első elődöntőből továbbjutott a február 22-i döntőbe, ahol összesítésben az első helyen végzett a nemzetközi zsűri, valamint a nézők szavazatai által, így ez a dal képviselheti Izlandot a Eurovíziós Dalfesztiválon.
A dalt először a május 13-án rendezett első elődöntőben, fellépési sorrendben elsőként adták elő, a Lengyelországot képviselő Justyna Steczkowska Gaja című dala előtt.  Az elődöntőből sikeresen továbbjutottak a május 17-i döntőbe, ahol fellépési sorrendben tizedikként léptek fel, az Ausztriát képviselő JJ Wasted Love című dala után és a Lettországot képviselő Tautumeitas Bur man laimi című dala előtt. A zsűri szavazáson utolsó helyen végeztek 0 ponttal, míg a nézői szavazáson tizenhetedik helyen végeztek 33 ponttal, így összesítésben 33 ponttal a verseny utolsó előtti, huszonötödik helyezettjei lettek.

## Dalszöveg
| Róandi hér, róandi þar Róa í gegnum öldurnar Það getur ekkert stoppað mig af – A dal refrénje | Evezni ma, evezni holnap Evezni oda, ahol a csillagok fényesek És semmi sem állít meg többé – A dal refrénje magyarul |

## Galéria

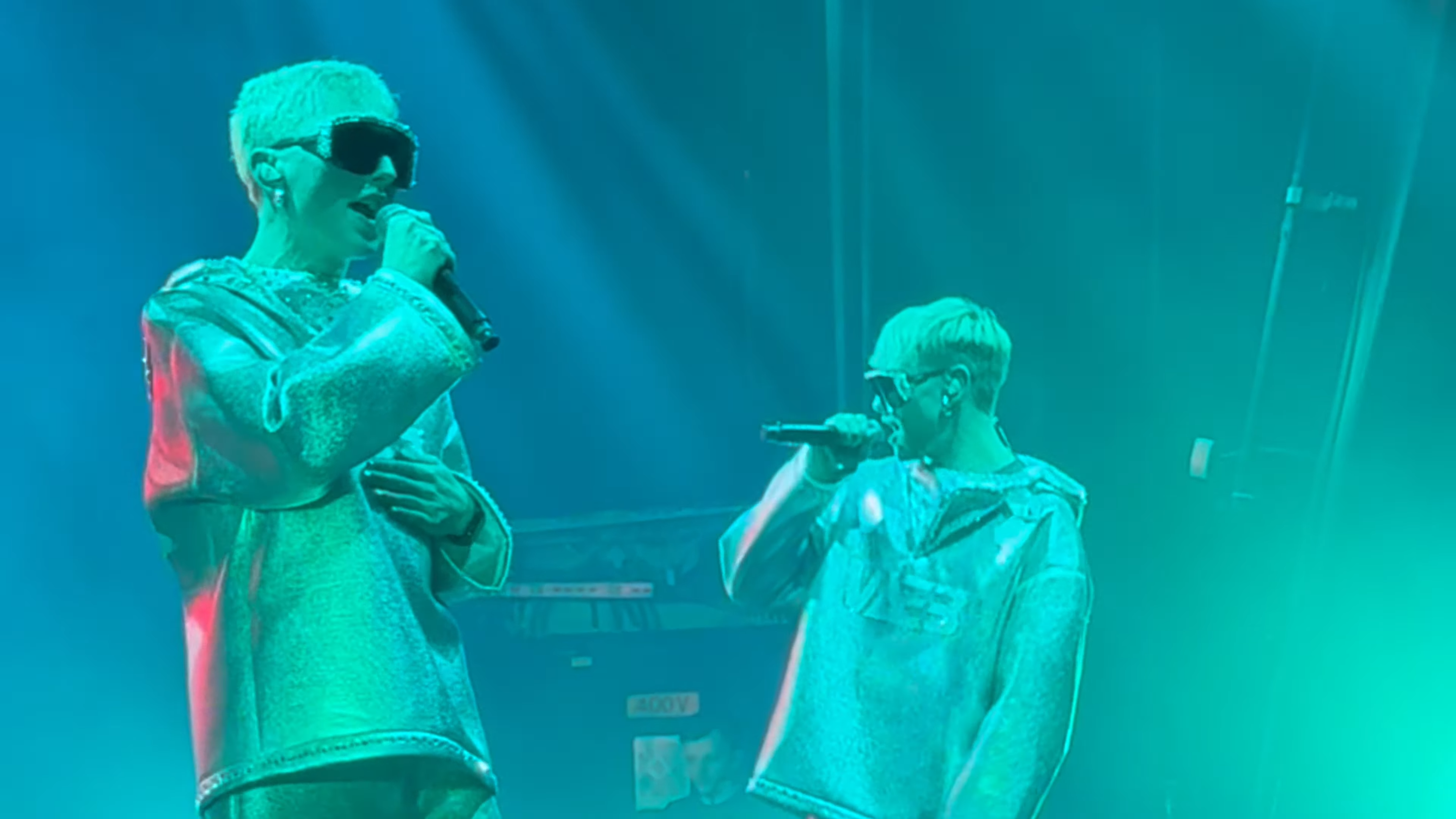
Az oslói eurovíziós partin
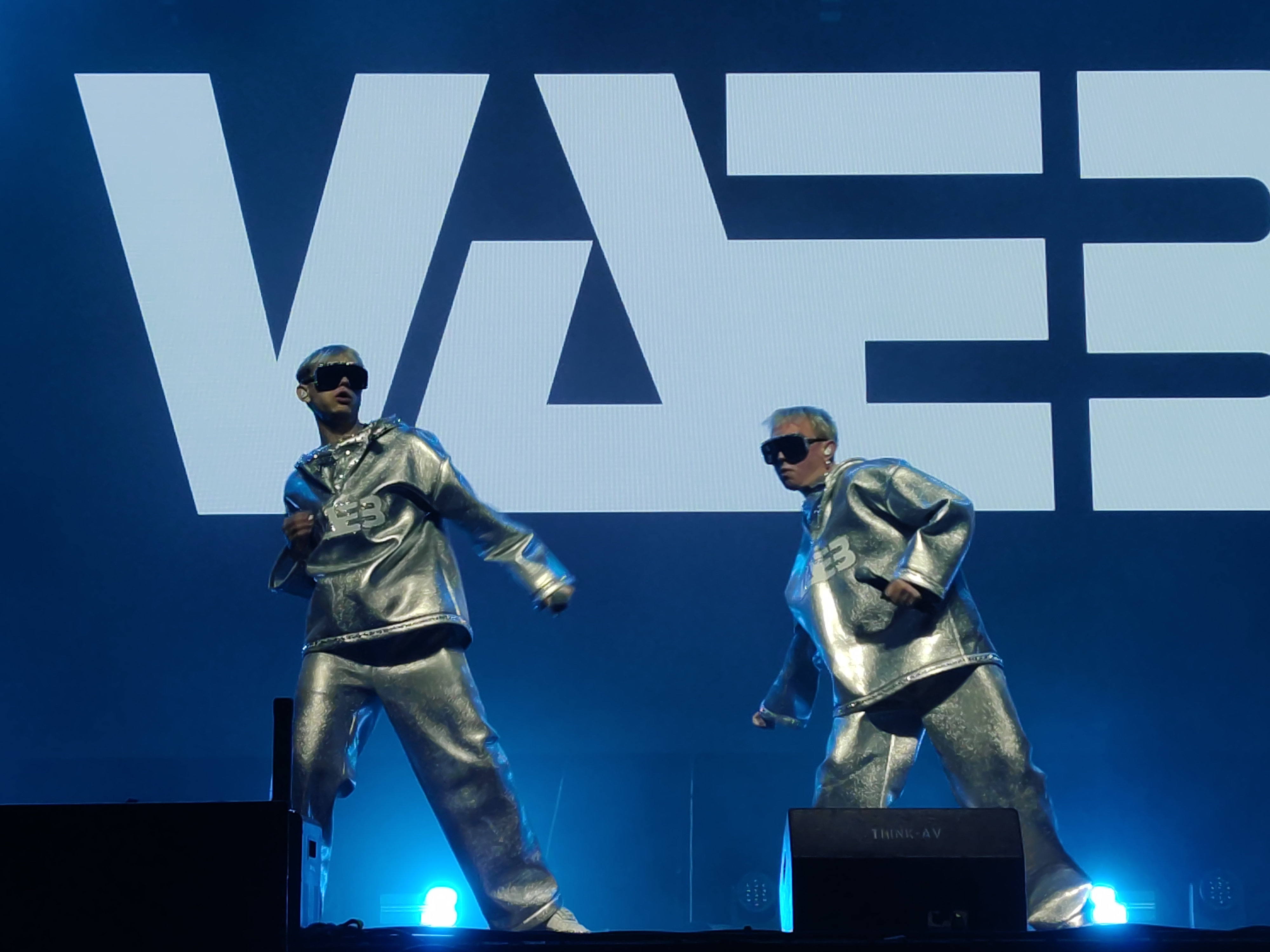
Az amszterdami eurovíziós partin
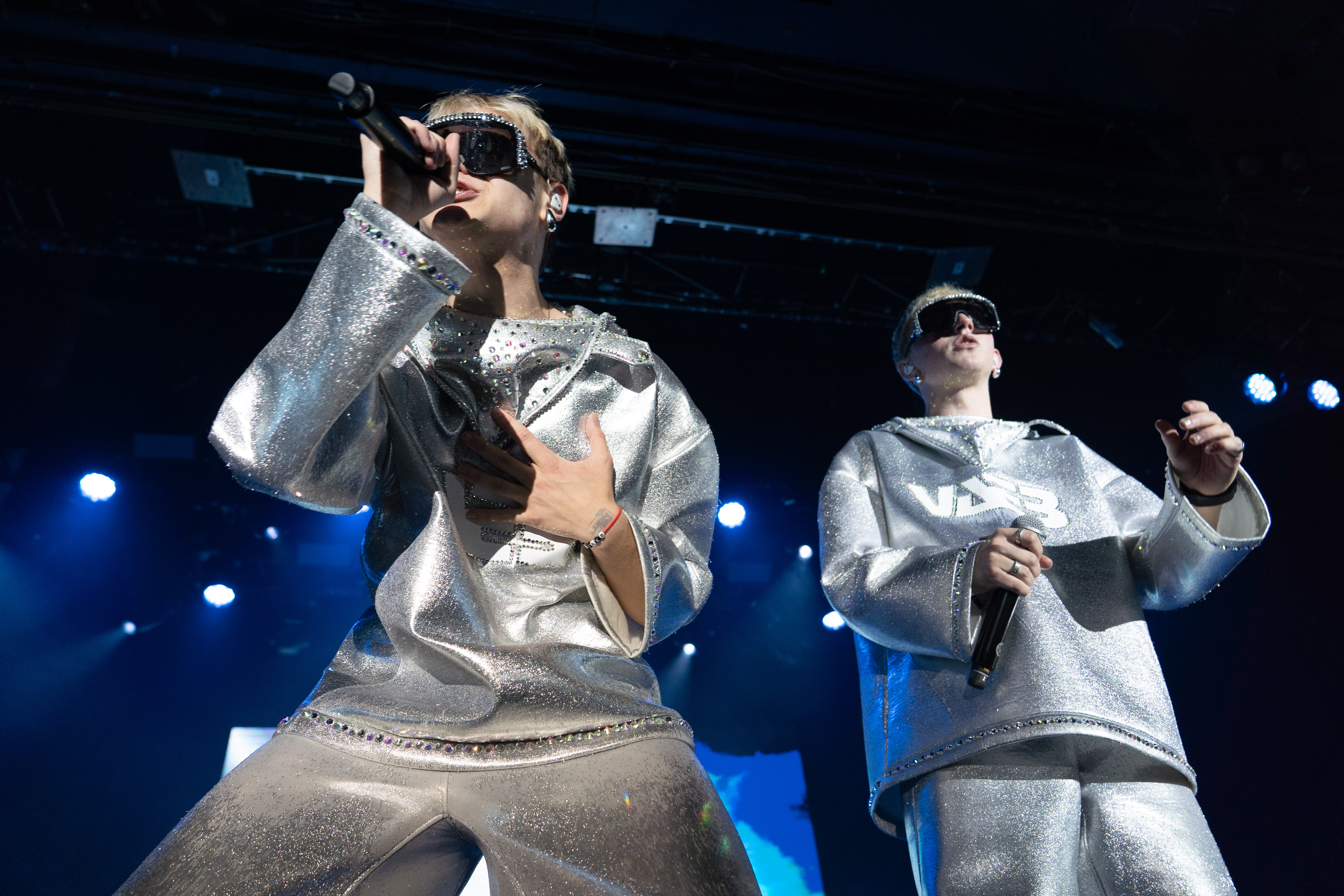
A madridi eurovíziós partin
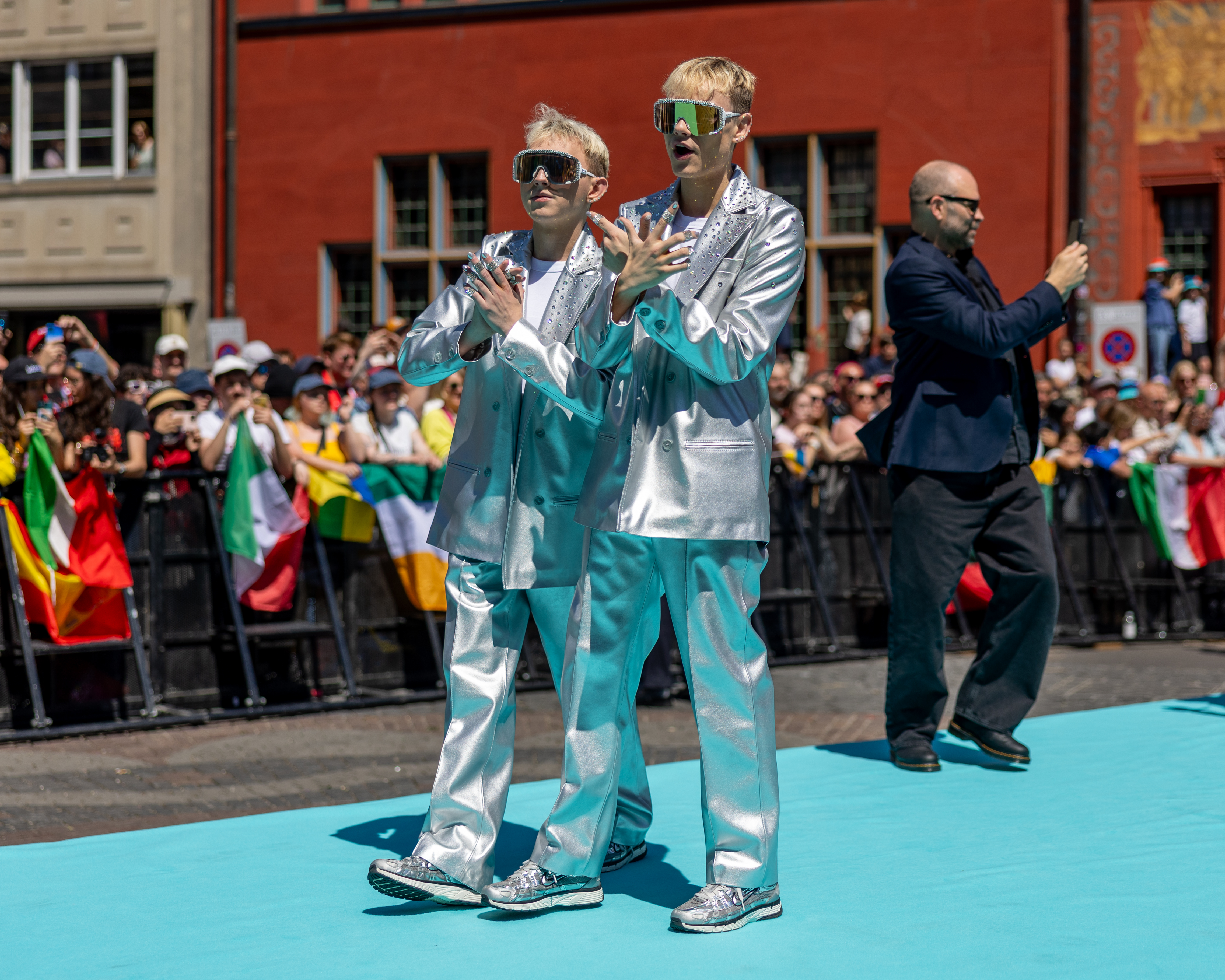
A megnyitóünnepségen
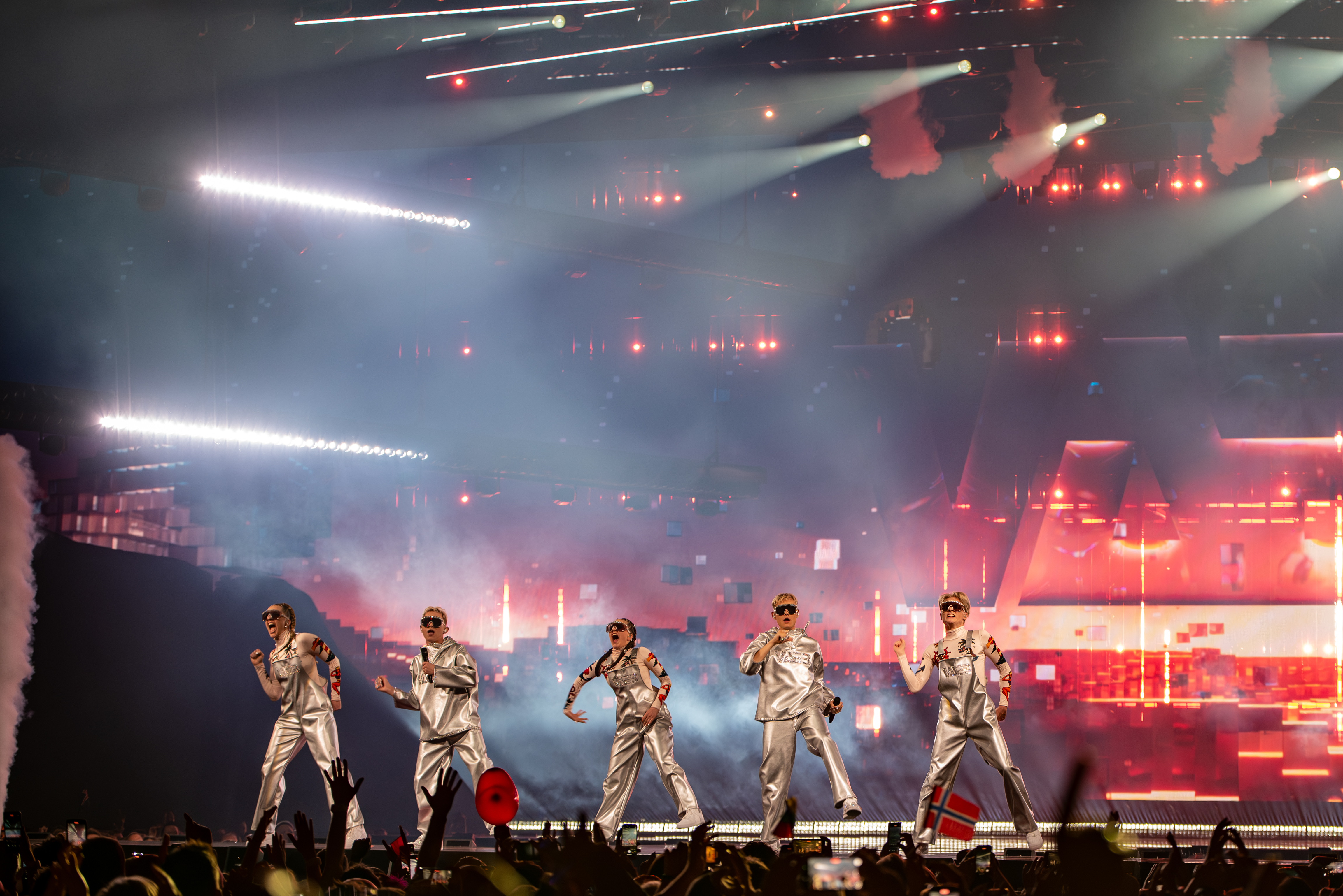
Az elődöntőben
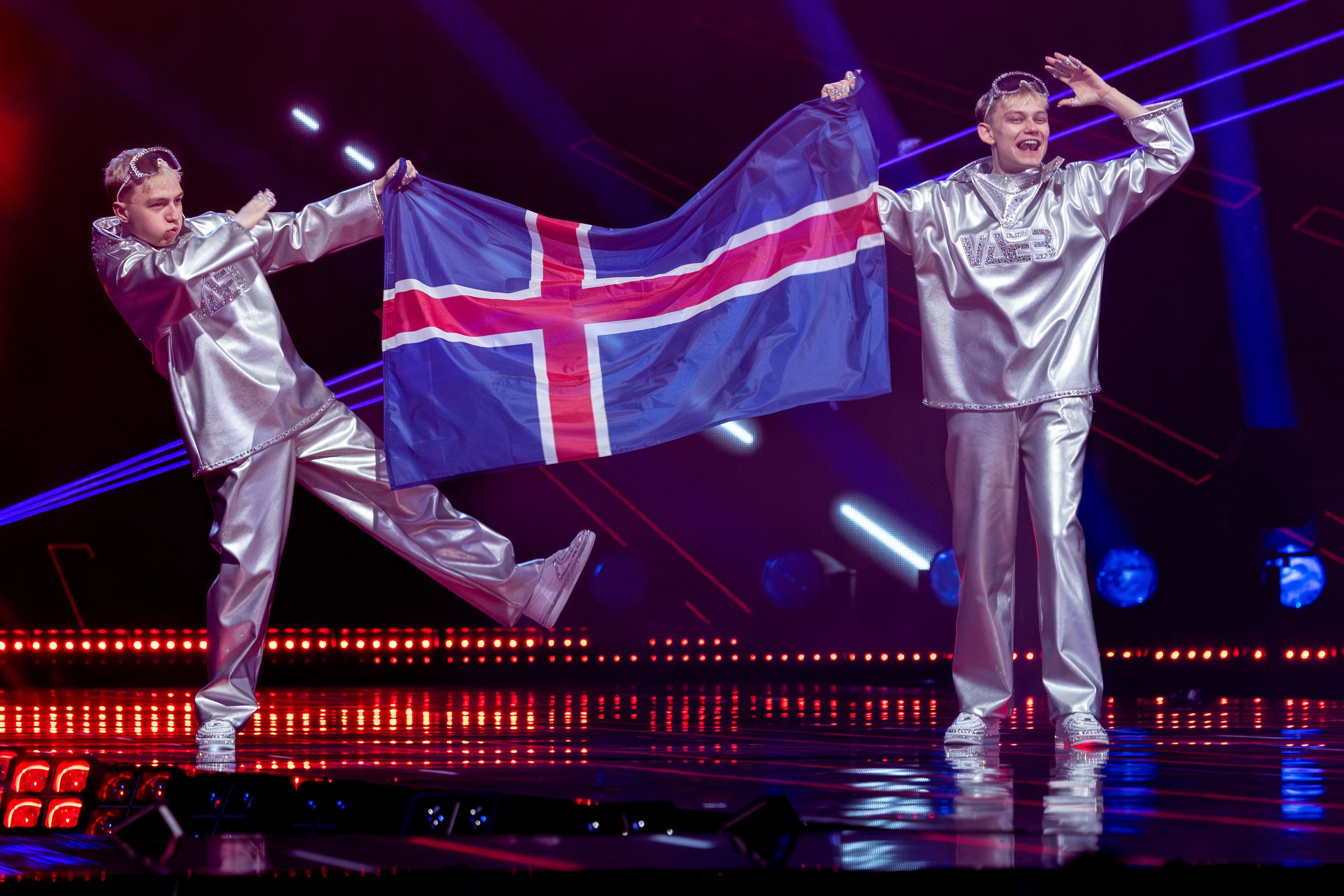
A döntő bevonulásán
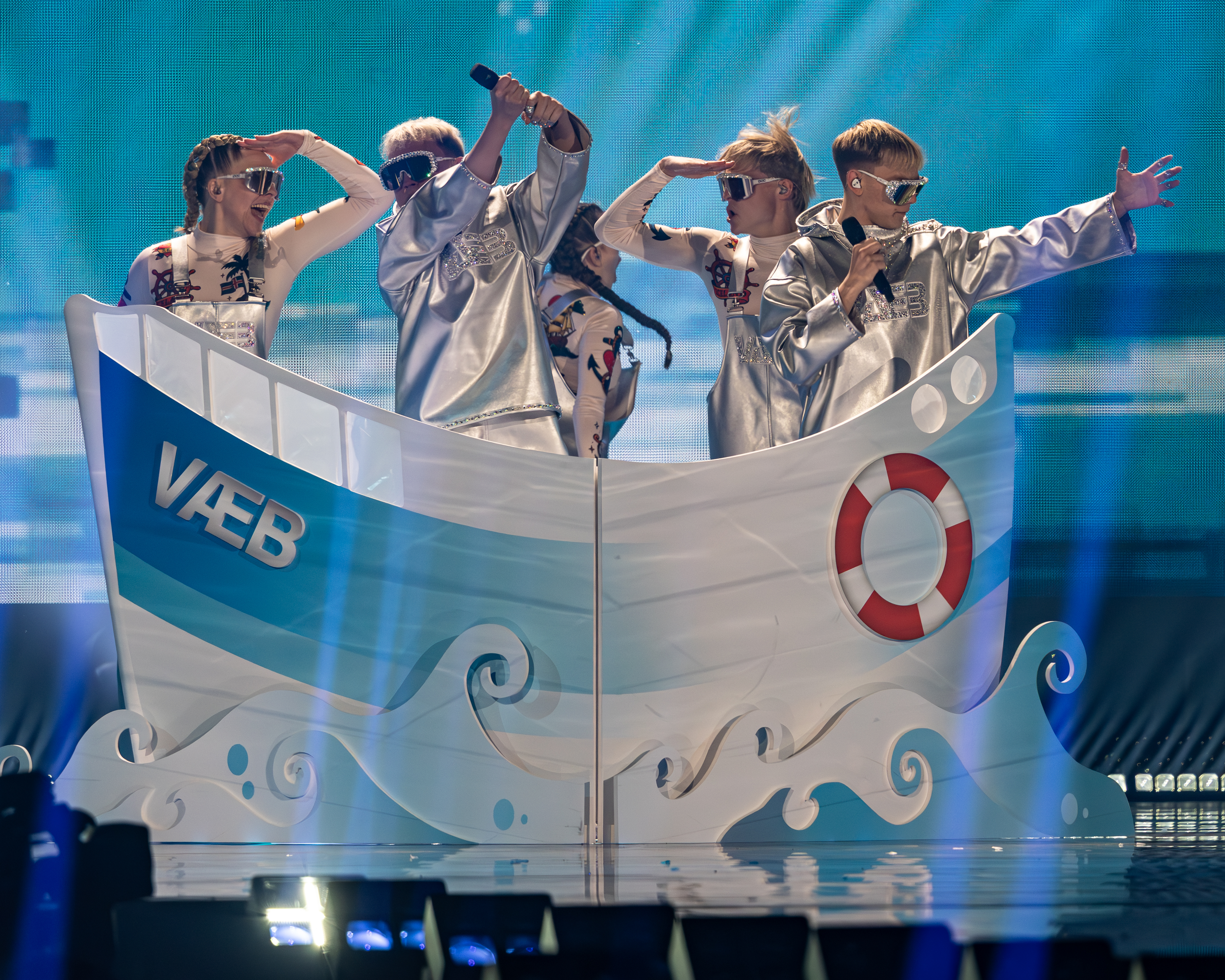
A döntőben